# Сидерас (Кожани)
Сидерас (грчки: Σιδεράς) је насељено место у саставу општине Кожани, округ Кожани, у периферији Западна Македонија, Грчка.

## Име
До 1927. године село Сидерас се звало Δεμιρτζιλέρ (Демирдзилер), изведено од турског имена села Демирџилер. (1)

## Географија
Село Сидерас се налази у источном подножју планине Црвена Гора (Вуринос).

## Историја

### Османско царство
На крају 19. века Демирџилер је турско село у југозападном делу Кајларске казе Османске империје.
У књизи „Етнографија Једренског, Битољског и Солунског вилајета“ издатој у Цариграду 1878. године, наводи се да је Демирџилер турско село са 15 домаћинстава и 320 становника муслимана.(2)
По статистикама службеника Бугарске егзархије Васила К'нчова село Демирџилер је турско село са 310 становника Турака.(3)
По подацима грчког конзулата у Еласони 1904. године се наводи да у селу Демирџилер живи 325 Турака.(4)

### После Балканских ратова
У Првом балканском рату 1912. године, село ослобађа грчка војска. После Другог балканског рата и договора око поделе османске области Македоније, село улази у састав Краљевине Грчке. 1913. године село има 395 становника.(5)
После Грчко-турског рата и договора око размене становништва, село је потупуно напуштено. Становништво је протерано у Турску. На њихово место долазе грчке избеглице из Турске. 1927. године селу је промењено име у Сидерас (од грчке речи за гвожђе), а 1928. године је избегличко село са 69 породица и 257 становника.(6)
Године 2001. у селу је било 339 становника.